# Фонд возрождения Карабаха
Фонд возрождения Карабаха (азерб. Qarabağ Dirçəliş Fondu) — публичное юридическое лицо, созданное на основе указа Президента Азербайджана Ильхама Алиева от 4 января 2021 года с целью оказания финансовой поддержки восстановлению и реконструкции Карабахского региона Азербайджана.

## Структура
Устав фонда утвержден 19 января 2021 года.
Контроль над деятельностью фонда осуществляет Наблюдательный совет. Руководство осуществляется Правлением, которое состоит из трех членов — председателя и двух его заместителей.
Председателем Наблюдательного совета является министр экономики Микаил Джаббаров. В состав входят Мухтар Бабаев, Ровшан Рзаев, Турал Гянджалиев, Фатма Йылдырым, Фархад Бадалбейли, Адалат Мурадов, Камал Абдулла, Алим Гасымов.
Председатель Правления - Рахман Гаджиев.

## Финансирование
Финансирование фонда осуществляется за счет добровольных пожертвований, грантов и иных источников.

## Деятельность
По заказу фонда с января 2024 года в Физули строится центральный парк. В парке произрастают каркас, ясень, кизиловое дерево, фундук, софора, клен, орех грецкий и платан восточный, занесённый в Красную книгу Азербайджана.